# نهائي الدوري الأوروبي 2016
نهائي الدوري الأوروبي 2016 هي المباراة النهائية من الدوري الأوروبي 2015–16، وهي النسخة الخامسة والأربعين من من مسابقة أوروبا الثانوية لأندية كرة القدم التي تنظمها يويفا، والموسم السابع منذ أن أعاد الاتحاد الأوروبي لكرة القدم تسمية البطولة من كأس الاتحاد الأوروبي لتصبح الدوري الأوروبي.
لعبت المباراة في يوم 18 مايو 2016 على ملعب سانت جاكوب بارك في مدينة بازل بسويسرا، وفاز نادي إشبيلية الإسباني بعد أن كان خاسر في الشوط الأول بنتيجة 1-0 ليعود من الثواني الأولى من بداية الشوط الثاني ويعدل النتيجة وبذلك يصبح إشبيلية أول فريق في التاريخ يحقق لقب الدوري الأوروبي في ثلاث مواسم متتالية ويتأهل أيضا لكأس السوبر الأوروبي 2016. وسيلعب مع بطل دوري أبطال أوروبا 2015-16، بينما سيلعب مباشرة في دور المجموعات من نفس البطولة.

## الملعب

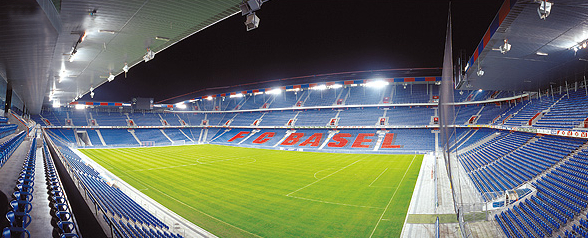
ملعب المباراة النهائية للدوري الأوروبي 2016

سانت ياكوب بارك ملعب رياضي، يعد أكبر ملعب في سويسرا ويستأجره نادي بازل. ويسمى الملعب جوغلي، وقد بني لكي يستوعب 38,500 مفترج، ولكن تم زيادة عدد المقاعد لبطولة أمم أوروبا 2008 إلى 42,500, والتي استضافتها سويسرا والنمسا، بعد بطولة أمم أوروبا لكرة القدم 2008 تم إزالة بعض الكراسي في الملعب، مما خلق المزيد من المساحة بين الكراسي.
مما قللت سعة الملعب إلى 38,512 خلال دوري السوبر السويسري أو 37,500 كرسي من أجل المباريات العالمية والسعة القصوى للحفلات الموسيقية هي 60,000.
تم تسمية الملعب بعد قرية جاكوب أن دير بيرس، التي كانت موجودة في المكان، والأسم «جوغغيلي» هو الاسم المصغر لاسم «جاكوب» في اللغة المحلية والذي يساوي اسم «جيمي».

## سفير النهائي
السويسري ألكسندر فراي، لاعب نادي بازل السابق هو سفير النهائي.

## المباراة

### الحكم
اُختير السويدي يوناس إريكسون حكماً للمباراة النهائية من الويفا.

### تكنولوجيا خط المرمى
تُعتبر هذه المباراة الأولى في تاريخ الويفا التي استعمل بها تكنولوجيا خط المرمى حسب قرار الويفا في يناير من سنة 2016 باستعمال تقنية عين الصقر ابتداء ا من نهائي الدوري الأوروبي الحالي.

### تفاصيل المباراة
مباراة النهائي ستقام يوم 18 مايو 2016 بملعب سانت ياكوب بارك ببازل، سويسرا على الساعة 18:45 بتوقيت غرينيتش.

| ليفربول     | 1–3   | إشبيلية                    |
| ----------- | ----- | -------------------------- |
| ستوريدج 35' | تقرير | غاميرو 46' · كوكي 64'، 70' |

## وصلات خارجية
- دوري أوروبا (الموقع الرسمي)
- نهائي 2016